# ساکولونگو
ساکولونگو (به ایتالیایی: Saccolongo) یک کومونه در ایتالیا است که در استان پادووا واقع شده‌است. ساکولونگو ۱۳٫۷ کیلومتر مربع مساحت و ۴٬۵۳۸ نفر جمعیت دارد و ۱۹ متر بالاتر از سطح دریا واقع شده‌است.